# Repêchage d'entrée dans la LNH 1986
1985 1987
Le repêchage d'entrée dans la Ligue nationale de hockey 1986 a eu lieu au Forum de Montréal (Québec).
Quelque temps après le repêchage classique, un autre repêchage supplémentaire eut lieu afin de permettre aux franchises de la LNH de choisir des jeunes joueurs de hockey qui ne pouvaient pas participer au repêchage classique.

## Sélections par tour[1],[2],[3]
Les sigles suivants seront utilisés dans les tableaux pour parler des ligues mineures:
- OHL : Ligue de hockey de l'Ontario.
- LHJMQ : Ligue de hockey junior majeur du Québec.
- NCAA : National Collegiate Athletic Association
- WHL : Ligue de hockey de l'ouest
- WHA : Association mondiale de hockey
- Extraliga : Championnat de Tchécoslovaquie de hockey sur glace
- SM-liiga : Championnat de Finlande de hockey sur glace
- Elitserien  : Championnat de Suède de hockey sur glace
- Superliga : Championnat de Russie de hockey sur glace
- DEL : Deutsche Eishockey-Liga, championnat d'Allemagne de hockey sur glace

### 1ertour
| Rang | Joueur             | Nationalité   | Équipe LNH               | Repêché de                         |
| ---- | ------------------ | ------------- | ------------------------ | ---------------------------------- |
| 1    | Joe Murphy         | Canada        | Red Wings de Détroit     | Wolverines du Michigan (NCAA)      |
| 2    | Jimmy Carson       | États-Unis    | Kings de Los Angeles     | Canadiens junior de Verdun (LHJMQ) |
| 3    | Neil Brady         | Canada        | Devils du New Jersey     | Tigers de Medicine Hat (WHL)       |
| 4    | Zarley Zalapski    | Canada Suisse | Penguins de Pittsburgh   | Équipe nationale du Canada (Intl)  |
| 5    | Shawn Anderson     | Canada        | Sabres de Buffalo        | Équipe nationale du Canada (Intl)  |
| 6    | Vincent Damphousse | Canada        | Maple Leafs de Toronto   | Titan de Laval (LHJMQ)             |
| 7    | Dan Woodley        | États-Unis    | Canucks de Vancouver     | Winter Hawks de Portland (WHL)     |
| 8    | Pat Elynuik        | Canada        | Jets de Winnipeg         | Raiders de Prince Albert (WHL)     |
| 9    | Brian Leetch       | États-Unis    | Rangers de New York      | Avon Old Farms H.S. (Conn.)        |
| 10   | Jocelyn Lemieux    | Canada        | Blues de Saint-Louis     | Titan de Laval (LHJMQ)             |
| 11   | Scott Young        | États-Unis    | Whalers de Hartford      | Terriers de Boston (NCAA)          |
| 12   | Warren Babe        | Canada        | North Stars du Minnesota | Broncos de Lethbridge (WHL)        |
| 13   | Craig Janney       | États-Unis    | Bruins de Boston         | Eagles de Boston College (NCAA)    |
| 14   | Everett Sanipass   | Canada        | Black Hawks de Chicago   | Canadiens junior de Verdun (LHJMQ) |
| 15   | Mark Pederson      | Canada        | Canadiens de Montréal    | Tigers de Medicine Hat (WHL)       |
| 16   | George Pelawa      | États-Unis    | Flames de Calgary        | Bemidji H.S. (Minn.)               |
| 17   | Tom Fitzgerald     | États-Unis    | Islanders de New York    | Austin Prep (Mass.)                |
| 18   | Ken McRae          | Canada        | Nordiques de Québec      | Wolves de Sudbury (OHL)            |
| 19   | Jeff Greenlaw      | Canada        | Capitals de Washington   | Équipe nationale du Canada (Intl)  |
| 20   | Kerry Huffman      | Canada        | Flyers de Philadelphie   | Platers de Guelph (OHL)            |
| 21   | Kim Issel          | Canada        | Oilers d'Edmonton        | Raiders de Prince Albert (WHL)     |

### 2etour
| Rang | Joueur             | Nationalité          | Équipe LNH               | Repêché de                       |
| ---- | ------------------ | -------------------- | ------------------------ | -------------------------------- |
| 22   | Adam Graves        | Canada               | Red Wings de Détroit     | Spitfires de Windsor (OHL)       |
| 23   | Jukka Seppo        | Finlande             | Flyers de Philadelphie   | Vasa Sport (SM-liiga)            |
| 24   | Todd Copeland      | États-Unis           | Devils du New Jersey     | Belmont Hill H.S. (Mass.)        |
| 25   | Dave Capuano       | États-Unis           | Penguins de Pittsburgh   | Mount St. Charles H.S. (R.I.)    |
| 26   | Greg Brown         | États-Unis           | Sabres de Buffalo        | St. Mark's H.S. (Mass.)          |
| 27   | Benoît Brunet      | Canada               | Canadiens de Montréal    | Olympiques de Hull (LHJMQ)       |
| 28   | Kent Hawley        | Canada               | Flyers de Philadelphie   | 67 d'Ottawa (OHL)                |
| 29   | Teppo Numminen     | Finlande             | Jets de Winnipeg         | Tappara Tampere (FNL)            |
| 30   | Neil Wilkinson     | Canada               | North Stars du Minnesota | Steelers de Selkirk (MJHL)       |
| 31   | Mike Posma         | États-Unis           | Blues de Saint-Louis     | Sabres junior de Buffalo         |
| 32   | Marc Laforge       | Canada               | Whalers de Hartford      | Canadians de Kingston (OHL)      |
| 33   | Dean Kolstad       | Canada               | North Stars du Minnesota | Raiders de Prince Albert (WHL)   |
| 34   | Pekka Tirkkonen    | Finlande             | Bruins de Boston         | SaPKo (SM-liiga)                 |
| 35   | Mark Kurzawski     | États-Unis           | Black Hawks de Chicago   | Spitfires de Windsor (OHL)       |
| 36   | Darryl Shannon     | Canada               | Maple Leafs de Toronto   | Spitfires de Windsor (OHL)       |
| 37   | Brian Glynn        | Allemagne de l'Ouest | Flames de Calgary        | Blades de Saskatoon (WHL)        |
| 38   | Dennis Vaske       | États-Unis           | Islanders de New York    | Plymouth Armstrong H.S. (Minn.)  |
| 39   | Jean-Marc Routhier | Canada               | Nordiques de Québec      | Olympiques de Hull (LHJMQ)       |
| 40   | Steve Seftel       | Canada               | Capitals de Washington   | Canadians de Kingston (OHL)      |
| 41   | Stéphane Guérard   | Canada               | Nordiques de Québec      | Cataractes de Shawinigan (LHJMQ) |
| 42   | Jamie Nicolls      | Canada               | Oilers d'Edmonton        | Winter Hawks de Portland (WHL)   |

### 3etour
| Rang | Joueur         | Nationalité | Équipe LNH               | Repêché de                           |
| ---- | -------------- | ----------- | ------------------------ | ------------------------------------ |
| 43   | Derek Mayer    | Canada      | Red Wings de Détroit     | Pioneers de Denver (NCAA)            |
| 44   | Denis Larocque | Canada      | Kings de Los Angeles     | Platers de Guelph (OHL)              |
| 45   | Janne Ojanen   | Finlande    | Devils du New Jersey     | Tappara Tampere (SM-liiga)           |
| 46   | Brad Aitken    | Canada      | Penguins de Pittsburgh   | Greyhounds de Sault Ste. Marie (OHL) |
| 47   | Bob Corkum     | États-Unis  | Sabres de Buffalo        | Black Bears du Maine (NCAA)          |
| 48   | Sean Boland    | Canada      | Maple Leafs de Toronto   | Marlboros de Toronto (OHL)           |
| 49   | Don Gibson     | Canada      | Canucks de Vancouver     | Équipe Tier II de Winkler (MJHL)     |
| 50   | Esa Palosaari  | Finlande    | Jets de Winnipeg         | Karpat Oulu (SM-liiga)               |
| 51   | Bret Walter    | Canada      | Rangers de New York      | Université de l'Alberta (CIAU)       |
| 52   | Tony Hejna     | États-Unis  | Blues de Saint-Louis     | Nichols (N.Y. H.S.)                  |
| 53   | Shaun Clouston | Canada      | Rangers de New York      | Université de l'Alberta (CIAU)       |
| 54   | Rick Bennett   | États-Unis  | North Stars du Minnesota | Wilbraham & Monson (Mass.)           |
| 55   | Rob Zettler    | Canada      | North Stars du Minnesota | Greyhounds de Sault Ste. Marie (OHL) |
| 56   | Kevin Kerr     | Canada      | Sabres de Buffalo        | Spitfires de Windsor (OHL)           |
| 57   | Jyrki Lumme    | Finlande    | Canadiens de Montréal    | Ilves Tampere (SM-liiga)             |
| 58   | Brad Turner    | Canada      | North Stars du Minnesota | Canucks de Calgary (AJHL)            |
| 59   | Bill Berg      | Canada      | Islanders de New York    | Marlboros de Toronto (OHL)           |
| 60   | Shawn Simpson  | Canada      | Capitals de Washington   | Greyhounds de Sault Ste. Marie (OHL) |
| 61   | Jim Hrivnak    | Canada      | Capitals de Washington   | Warriors de Merrimack (NCAA)         |
| 62   | Marc Laniel    | Canada      | Devils du New Jersey     | Generals d'Oshawa (OHL)              |
| 63   | Ron Shudra     | Canada      | Oilers d'Edmonton        | Blazers de Kamloops (WHL)            |

### 4etour
| Rang | Joueur            | Nationalité     | Équipe LNH               | Repêché de                           |
| ---- | ----------------- | --------------- | ------------------------ | ------------------------------------ |
| 64   | Tim Cheveldae     | Canada          | Red Wings de Détroit     | Blades de Saskatoon (WHL)            |
| 65   | Sylvain Couturier | Canada          | Kings de Los Angeles     | Titan de Laval (LHJMQ)               |
| 66   | Anders Carlsson   | Suède           | Devils du New Jersey     | Södertälje SK (Elitserien)           |
| 67   | Rob Brown         | Canada          | Penguins de Pittsburgh   | Blazers de Kamloops (WHL)            |
| 68   | Dave Baseggio     | Canada          | Sabres de Buffalo        | Bulldogs de Yale (NCAA)              |
| 69   | Kent Hulst        | Canada          | Maple Leafs de Toronto   | Spitfires de Windsor (OHL)           |
| 70   | Ronnie Stern      | Canada          | Canucks de Vancouver     | Chevaliers de Longueuil (LHJMQ)      |
| 71   | Hannu Järvenpää   | Finlande        | Jets de Winnipeg         | Karpat Oulu (SM-liiga)               |
| 72   | Mark Janssens     | Canada          | Rangers de New York      | Pats de Regina (WHL)                 |
| 73   | Glen Featherstone | Canada          | Blues de Saint-Louis     | Spitfires de Windsor (OHL)           |
| 74   | Brian Chapman     | Canada          | Whalers de Hartford      | Bulls de Belleville (OHL)            |
| 75   | Kirk Tomlinson    | Canada          | North Stars du Minnesota | Steelhawks d'Hamilton (OHL)          |
| 76   | Dean Hall         | Canada          | Bruins de Boston         | St. James H.S. (Manitoba)            |
| 77   | Frantisek Kucera  | Tchécoslovaquie | Black Hawks de Chicago   | HC Sparta Prague (Extraliga)         |
| 78   | Brent Bobyck      | Canada          | Canadiens de Montréal    | Notre Dame H.S. (Sask)               |
| 79   | Tom Quinlan       | États-Unis      | Flames de Calgary        | Hill-Murray H.S. (Minn.)             |
| 80   | Shawn Byram       | Canada          | Islanders de New York    | Pats de Regina (WHL)                 |
| 81   | Ron Tugnutt       | Canada          | Nordiques de Québec      | Petes de Peterborough (OHL)          |
| 82   | Erin Ginnell      | Canada          | Capitals de Washington   | Wranglers de Calgary (WHL)           |
| 83   | Mark Bar          | Canada          | Flyers de Philadelphie   | Petes de Peterborough (OHL)          |
| 84   | Dan Currie        | Canada          | Oilers d'Edmonton        | Greyhounds de Sault Ste. Marie (OHL) |

### 5etour
| Rang | Joueur          | Nationalité | Équipe LNH               | Repêché de                         |
| ---- | --------------- | ----------- | ------------------------ | ---------------------------------- |
| 85   | Johan Garpenlöv | Suède       | Red Wings de Détroit     | Nacka (Elitserien)                 |
| 86   | Dave Guden      | États-Unis  | Kings de Los Angeles     | Roxbury Latin H.S. (Mass.)         |
| 87   | Mike Wolak      | États-Unis  | Blues de Saint-Louis     | Rangers de Kitchener (OHL)         |
| 88   | Sandy Smith     | États-Unis  | Penguins de Pittsburgh   | Brainerd H.S. (Minn.)              |
| 89   | Larry Rooney    | États-Unis  | Sabres de Buffalo        | Académie Thayer (Mass.)            |
| 90   | Scott Taylor    | Canada      | Maple Leafs de Toronto   | Rangers de Kitchener (OHL)         |
| 91   | Eric Murano     | Canada      | Canucks de Vancouver     | Canucks de Calgary (AJHL)          |
| 92   | Craig Endean    | Canada      | Jets de Winnipeg         | Breakers de Seattle (WHL)          |
| 93   | Jeff Bloemberg  | Canada      | Rangers de New York      | Centennials de North Bay (OHL)     |
| 94   | Eric Aubertin   | Canada      | Canadiens de Montréal    | Bisons de Granby (LHJMQ)           |
| 95   | Bill Horn       | Canada      | Whalers de Hartford      | Broncos de Western Michigan (NCAA) |
| 96   | Jari Gronstrand | Finlande    | North Stars du Minnesota | Tappara Tampere (SM-liiga)         |
| 97   | Matt Pesklewis  | Canada      | Bruins de Boston         | Ssaints de St. Albert (AJHL)       |
| 98   | Lonnie Loach    | Canada      | Black Hawks de Chicago   | Platers de Guelph (OHL)            |
| 99   | Mario Milani    | Canada      | Canadiens de Montréal    | Canadiens junior de Verdun (LHJMQ) |
| 100  | Scott Bloom     | États-Unis  | Flames de Calgary        | Burnsville H.S. (Minn.)            |
| 101  | Dean Sexsmith   | Canada      | Islanders de New York    | Wheat Kings de Brandon (WHL)       |
| 102  | Gerald Bzdel    | Canada      | Nordiques de Québec      | Pats de Regina (WHL)               |
| 103  | John Purves     | Canada      | Capitals de Washington   | Steelhawks d'Hamilton (OHL)        |
| 104  | Todd McLellan   | Canada      | Islanders de New York    | Blades de Saskatoon (WHL)          |
| 105  | David Haas      | Canada      | Oilers d'Edmonton        | Knights de London (OHL)            |

### 6etour
| Rang | Joueur            | Nationalité | Équipe LNH             | Repêché de                           |
| ---- | ----------------- | ----------- | ---------------------- | ------------------------------------ |
| 106  | Jay Stark         | Canada      | Red Wings de Détroit   | Winter Hawks de Portland (WHL)       |
| 107  | Robb Stauber      | États-Unis  | Kings de Los Angeles   | Duluth Denfeld H.S. (Minn.)          |
| 108  | Troy Crowder      | Canada      | Devils du New Jersey   | Steelhawks d'Hamilton (OHL)          |
| 109  | Jeff Daniels      | Canada      | Penguins de Pittsburgh | Generals d'Oshawa (OHL)              |
| 110  | Miguel Baldris    | Canada      | Sabres de Buffalo      | Cataractes de Shawinigan (LHJMQ)     |
| 111  | Stéphane Giguère  | Canada      | Maple Leafs de Toronto | Castors de Saint-Jean (LHJMQ)        |
| 112  | Steve Herniman    | Canada      | Canucks de Vancouver   | Royals de Cornwall (OHL)             |
| 113  | Rob Bateman       | Canada      | Jets de Winnipeg       | St. Laurent H.S. (Québec)            |
| 114  | Darren Turcotte   | États-Unis  | Rangers de New York    | Centennials de North Bay (OHL)       |
| 115  | Mike O'Toole      | Canada      | Blues de Saint-Louis   | Équipe Tier II de Markham (OPJHL)    |
| 116  | Joe Quinn         | Canada      | Whalers de Hartford    | Canucks de Calgary (AJHL)            |
| 117  | Scott White       | Canada      | Nordiques de Québec    | Huskies de Michigan Tech (NCAA)      |
| 118  | Garth Premak      | Canada      | Bruins de Boston       | Bruins de New Westminster (WHL)      |
| 119  | Mario Doyon       | Canada      | Black Hawks de Chicago | Voltigeurs de Drummondville (LHJMQ)  |
| 120  | Steve Bisson      | Canada      | Canadiens de Montréal  | Greyhounds de Sault Ste. Marie (OHL) |
| 121  | John Parker       | États-Unis  | Flames de Calgary      | White Bear Lake H.S. (Minn.)         |
| 122  | Tony Schmalzbauer | États-Unis  | Islanders de New York  | Hill-Murray H.S. (Minn.)             |
| 123  | Morgan Samuelsson | Suède       | Nordiques de Québec    | Bodens HF (Division 1)               |
| 124  | Stefan Nilsson    | Suède       | Capitals de Washington | Lulea HF (Elitserien)                |
| 125  | Steve Scheifele   | Canada      | Flyers de Philadelphie | Équipe Junior B de Stratford (OPJHL) |
| 126  | Jim Ennis         | Canada      | Oilers d'Edmonton      | Terriers de Boston (NCAA)            |

### 7etour
| Rang | Joueur              | Nationalité     | Équipe LNH             | Repêché de                            |
| ---- | ------------------- | --------------- | ---------------------- | ------------------------------------- |
| 127  | Par Djoos           | Suède           | Red Wings de Détroit   | Mora IK (Elitserien)                  |
| 128  | Sean Krakiwsky      | Canada          | Kings de Los Angeles   | Wranglers de Calgary (WHL)            |
| 129  | Kevin Todd          | Canada          | Devils du New Jersey   | Raiders de Prince Albert (WHL)        |
| 130  | Doug Hobson         | Canada          | Penguins de Pittsburgh | Raiders de Prince Albert (WHL)        |
| 131  | Mike Hartman        | États-Unis      | Sabres de Buffalo      | Centennials de North Bay (OHL)        |
| 132  | Dan Hie             | Canada          | Maple Leafs de Toronto | 67 d'Ottawa (OHL)                     |
| 133  | Jon Helgeson        | États-Unis      | Canucks de Vancouver   | Roseau H.S. (Minn.)                   |
| 134  | Mark Vermette       | Canada          | Nordiques de Québec    | Lakers de Lake Superior State (NCAA)  |
| 135  | Rob Graham          | États-Unis      | Rangers de New York    | Platers de Guelph (OHL)               |
| 136  | Andy May            | Canada          | Blues de Saint-Louis   | Équipe Junior B de Bramalea (MTJHL)   |
| 137  | Steve Torrel        | États-Unis      | Whalers de Hartford    | Hibbing H.S. (Minn.)                  |
| 138  | Will Andersen       | Canada          | Islanders de New York  | Cougars de Victoria (WHL)             |
| 139  | Paul Beraldo        | Canada          | Bruins de Boston       | Greyhounds de Sault Ste. Marie (OHL)  |
| 140  | Mike Hudson         | Canada          | Black Hawks de Chicago | Wolves de Sudbury (OHL)               |
| 141  | Lyle Odelein        | Canada          | Canadiens de Montréal  | Warriors de Moose Jaw (WHL)           |
| 142  | Rick Lessard        | Canada          | Flames de Calgary      | 67 d'Ottawa (OHL)                     |
| 143  | Richard Pilon       | Canada          | Islanders de New York  | Équipe Tier 2 de Prince Albert (SJHL) |
| 144  | Jean-François Nault | Canada          | Nordiques de Québec    | Bisons de Granby (LHJMQ)              |
| 145  | Peter Choma         | Canada          | Capitals de Washington | Bulls de Belleville (OHL)             |
| 146  | Sami Wahlsten       | Finlande        | Flyers de Philadelphie | TPS Turku (SM-liiga)                  |
| 147  | Ivan Matulik        | Tchécoslovaquie | Oilers d'Edmonton      | HC Slovan Bratislava (Slovaquie)      |

### 8etour
| Rang | Joueur           | Nationalité | Équipe LNH               | Repêché de                           |
| ---- | ---------------- | ----------- | ------------------------ | ------------------------------------ |
| 148  | Dean Morton      | Canada      | Red Wings de Détroit     | Generals d'Oshawa (OHL)              |
| 149  | Rene Chapdelaine | Canada      | Kings de Los Angeles     | Lakers de Lake Superior State (NCAA) |
| 150  | Ryan Pardoski    | Canada      | Devils du New Jersey     | Canucks de Calgary (AJHL)            |
| 151  | Steve Rohlik     | États-Unis  | Penguins de Pittsburgh   | Hill-Murray H.S. (Minn.)             |
| 152  | François Guay    | Canada      | Sabres de Buffalo        | Titan de Laval (LHJMQ)               |
| 153  | Steve Brennan    | États-Unis  | Maple Leafs de Toronto   | New Prep H.S. (Mass.)                |
| 154  | Jeff Noble       | Canada      | Canucks de Vancouver     | Rangers de Kitchener (OHL)           |
| 155  | Frank Furlan     | Canada      | Jets de Winnipeg         | Sherwood Park (AJHL)                 |
| 156  | Barry Chyzowski  | Canada      | Rangers de New York      | Saints de St. Albert (AJHL)          |
| 157  | Randy Skarda     | États-Unis  | Blues de Saint-Louis     | Académie St. Thomas [Minn. H.S.]     |
| 158  | Ron Hoover       | Canada      | Whalers de Hartford      | Broncos de Western Michigan (NCAA)   |
| 159  | Scott Mathias    | États-Unis  | North Stars du Minnesota | Pioneers de Denver (NCAA)            |
| 160  | Brian Ferreira   | États-Unis  | Bruins de Boston         | Falmouth H.S. (Mass.)                |
| 161  | Marty Nanne      | États-Unis  | Black Hawks de Chicago   | Golden Gophers du Minnesota (NCAA)   |
| 162  | Rick Hayward     | États-Unis  | Canadiens de Montréal    | Olympiques de Hull (LHJMQ)           |
| 163  | Mark Olsen       | États-Unis  | Flames de Calgary        | Tigers de Colorado College (NCAA)    |
| 164  | Peter Harris     | États-Unis  | Islanders de New York    | Haverhill H.S. (Mass.)               |
| 165  | Keith Miller     | Canada      | Nordiques de Québec      | Platers de Guelph (OHL)              |
| 166  | Lee Davidson     | Canada      | Capitals de Washington   | Penticton (BCJHL)                    |
| 167  | Murray Baron     | Canada      | Flyers de Philadelphie   | Équipe tier 2 de Vernon (BCJHL)      |
| 168  | Nick Beaulieu    | Canada      | Oilers d'Edmonton        | Voltigeurs de Drummondville (LHJMQ)  |

### 9etour
| Rang | Joueur             | Nationalité     | Équipe LNH               | Repêché de                                 |
| ---- | ------------------ | --------------- | ------------------------ | ------------------------------------------ |
| 169  | Marc Potvin        | Canada          | Red Wings de Détroit     | Équipe Junior B de Stratford (OPJHL)       |
| 170  | Trevor Pochipinski | Canada          | Kings de Los Angeles     | Penticton (BCJHL)                          |
| 171  | Scott McCormack    | États-Unis      | Devils du New Jersey     | St. Paul’s H.S. (N.H.)                     |
| 172  | Dave McLlwain      | Canada          | Penguins de Pittsburgh   | Centennials de North Bay (OHL)             |
| 173  | Sean Whitham       | Canada          | Sabres de Buffalo        | Friars de Providence (NCAA)                |
| 174  | Brian Bellefeuille | États-Unis      | Maple Leafs de Toronto   | Canterbury H.S. (Conn.)                    |
| 175  | Matt Merten        | Canada          | Canucks de Vancouver     | Équipe Junior B de Stratford (OPJHL)       |
| 176  | Mark Green         | États-Unis      | Jets de Winnipeg         | New Hampton Prep (N.H.)                    |
| 177  | Pat Scanlon        | États-Unis      | Rangers de New York      | Cretin H.S. (Minn.)                        |
| 178  | Martyn Ball        | Canada          | Blues de Saint-Louis     | Équipe Junior B de St. Michael's (Toronto) |
| 179  | Rob Glasgow        | Canada          | Whalers de Hartford      | Sherwood Park (AJHL)                       |
| 180  | Lance Pitlick      | États-Unis      | North Stars du Minnesota | Cooper H.S. (Minn.)                        |
| 181  | Jeff Flaherty      | États-Unis      | Bruins de Boston         | Weymouth H.S. (Mass.)                      |
| 182  | Geoff Benic        | Canada          | Black Hawks de Chicago   | Spitfires de Windsor (OHL)                 |
| 183  | Antonin Routa      | Tchécoslovaquie | Canadiens de Montréal    | Tchécoslovaquie                            |
| 184  | Warren Sharples    | Canada          | Flames de Calgary        | Penticton (BCJHL)                          |
| 185  | Jeff Jablonski     | États-Unis      | Islanders de New York    | Diamonds de London (OHA)                   |
| 186  | Pierre Millier     | Canada          | Nordiques de Québec      | Saguenéens de Chicoutimi (LHJMQ)           |
| 187  | Tero Toivola       | Finlande        | Capitals de Washington   | Tappara Tampere (SM-liiga)                 |
| 188  | Blaine Rude        | États-Unis      | Flyers de Philadelphie   | Fergus Falls H.S (N.D.)                    |
| 189  | Mike Greenlay      | Canada          | Oilers d'Edmonton        | Équipe Midget AAA de Calgary               |

### 10etour
| Rang | Joueur          | Nationalité | Équipe LNH               | Repêché de                            |
| ---- | --------------- | ----------- | ------------------------ | ------------------------------------- |
| 190  | Scott King      | Canada      | Red Wings de Détroit     | Vernon (BCJHL)                        |
| 191  | Paul Kelly      | Canada      | Kings de Los Angeles     | Platers de Guelph (OHL)               |
| 192  | Frederic Chabot | Canada      | Devils du New Jersey     | Équipe Midget AAA de St. Foy (Québec) |
| 193  | Kelly Cain      | Canada      | Penguins de Pittsburgh   | Knights de London (OHL)               |
| 194  | Kenton Rein     | Canada      | Sabres de Buffalo        | Raiders de Prince Albert (WHL)        |
| 195  | Sean Davidson   | Canada      | Maple Leafs de Toronto   | Marlboros de Toronto (OHL)            |
| 196  | Marc Lyons      | Canada      | Canucks de Vancouver     | Canadians de Kingston (OHL)           |
| 197  | John Blue       | États-Unis  | Jets de Winnipeg         | Golden Gophers du Minnesota (NCAA)    |
| 198  | Joe Ranger      | Canada      | Rangers de New York      | Knights de London (OHL)               |
| 199  | Rod Thacker     | Canada      | Blues de Saint-Louis     | Steelhawks d'Hamilton (OHL)           |
| 200  | Sean Evoy       | Canada      | Whalers de Hartford      | Royals de Cornwall (OHL)              |
| 201  | Dan Keczmer     | États-Unis  | North Stars du Minnesota | Little Caesars de Détroit             |
| 202  | Greg Hawgood    | Canada      | Bruins de Boston         | Blazers de Kamloops (WHL)             |
| 203  | Glenn Lowes     | Canada      | Black Hawks de Chicago   | Marlboros de Toronto (OHL)            |
| 204  | Eric Bohemier   | Canada      | Canadiens de Montréal    | Olympiques de Hull (LHJMQ)            |
| 205  | Doug Pickell    | Canada      | Flames de Calgary        | Blazers de Kamloops (WHL)             |
| 206  | Kerry Clark     | Canada      | Islanders de New York    | Blades de Saskatoon (WHL)             |
| 207  | Chris Lappin    | États-Unis  | Nordiques de Québec      | Canterbury H.S. (Conn.)               |
| 208  | Bob Babcock     | Canada      | Capitals de Washington   | Greyhounds de Sault Ste. Marie (OHL)  |
| 209  | Shaun Sabol     | États-Unis  | Flyers de Philadelphie   | Vulcans de St.-Paul (USHL)            |
| 210  | Matt Lanza      | États-Unis  | Oilers d'Edmonton        | Winthrop H.S. (Mass.)                 |

### 11etour
| Rang | Joueur            | Nationalité     | Équipe LNH               | Repêché de                           |
| ---- | ----------------- | --------------- | ------------------------ | ------------------------------------ |
| 211  | Tom Bissett       | États-Unis      | Red Wings de Détroit     | Huskies de Michigan Tech (NCAA)      |
| 212  | Russ Mann         | États-Unis      | Kings de Los Angeles     | Saints de St. Lawrence (NCAA)        |
| 213  | John Andersen     | Canada          | Devils du New Jersey     | Generals d'Oshawa (OHL)              |
| 214  | Stan Drulia       | États-Unis      | Penguins de Pittsburgh   | Bulls de Belleville (OHL)            |
| 215  | Troy Arndt        | Canada          | Sabres de Buffalo        | Winter Hawks de Portland (WHL)       |
| 216  | Mark Holick       | Canada          | Maple Leafs de Toronto   | Blades de Saskatoon (WHL)            |
| 217  | Todd Hawkins      | Canada          | Canucks de Vancouver     | Bulls de Belleville (OHL)            |
| 218  | Matt Cote         | Canada          | Jets de Winnipeg         | Lakers de Lake Superior State (NCAA) |
| 219  | Russ Parent       | Canada          | Rangers de New York      | Blues de South Winnipeg (MJHL)       |
| 220  | Terry MacLean     | Canada          | Blues de Saint-Louis     | Chevaliers de Longueuil(LHJMQ)       |
| 221  | Cal Brown         | Canada          | Whalers de Hartford      | Penticton (BCJHL)                    |
| 222  | Garth Joy         | Canada          | North Stars du Minnesota | Steelhawks d'Hamilton (OHL)          |
| 223  | Steffan Malmquist | Suède           | Bruins de Boston         | Leksands IF (Elitserien)             |
| 224  | Chris Thayer      | États-Unis      | Black Hawks de Chicago   | Kent H.S. (Conn.)                    |
| 225  | Charlie Moore     | Canada          | Canadiens de Montréal    | Bulls de Belleville (OHL)            |
| 226  | Anders Lindström  | Suède           | Flames de Calgary        | Timrå IK (Elitserien)                |
| 227  | Dan Beaudette     | États-Unis      | Islanders de New York    | Académie St. Thomas [Minn. H.S.]     |
| 228  | Martin Latreille  | Canada          | Nordiques de Québec      | Titan de Laval (LHJMQ)               |
| 229  | John Schratz      | Canada          | Capitals de Washington   | Équipe Junior B d'Amherst (OPJHL)    |
| 230  | Brett Lawrence    | États-Unis      | Flyers de Philadelphie   | Americans Jr. de Rochester           |
| 231  | Mojmir Bozik      | Tchécoslovaquie | Oilers d'Edmonton        | HC Košice (Extraliga)                |

### 12etour
| Rang | Joueur           | Nationalité      | Équipe LNH               | Repêché de                                      |
| ---- | ---------------- | ---------------- | ------------------------ | ----------------------------------------------- |
| 232  | Peter Ekroth     | Suède            | Red Wings de Détroit     | Sodertalje SK (Elitserien)                      |
| 233  | Brian Hayton     | Canada           | Kings de Los Angeles     | Platers de Guelph (OHL)                         |
| 234  | Bill Butler      | États-Unis       | Blues de Saint-Louis     | Northwood Prep (N.Y.)                           |
| 235  | Rob Wilson       | Canada           | Penguins de Pittsburgh   | Wolves de Sudbury (OHL)                         |
| 236  | Doug Kirton      | Canada           | Devils du New Jersey     | Équipe Junior B d'Orillia (OPJHL)               |
| 237  | Brian Hoard      | Canada           | Maple Leafs de Toronto   | Steelhawks d'Hamilton (OHL)                     |
| 238  | Vladimir Kroutov | Union soviétique | Canucks de Vancouver     | CSKA Moscou (Superliga)                         |
| 239  | Arto Blomsten    | Suède            | Jets de Winnipeg         | Djurgardens IF (Elitserien)                     |
| 240  | Soren True       | Danemark         | Rangers de New York      | Skobakken (Danemark)                            |
| 241  | David O'Brien    | États-Unis       | Blues de Saint-Louis     | Huskies de Northeastern (NCAA)                  |
| 242  | Brian Verbeek    | Canada           | Whalers de Hartford      | Canadians de Kingston (OHL)                     |
| 243  | Kurt Stahura     | États-Unis       | North Stars du Minnesota | Académie Williston (Mass.)                      |
| 244  | Joel Gardner     | Canada           | Bruins de Boston         | Équipe Junior B de Sarnia (OPJHL)               |
| 245  | Sean Williams    | Canada           | Black Hawks de Chicago   | Generals d'Oshawa (OHL)                         |
| 246  | Karel Svoboda    | Tchécoslovaquie  | Canadiens de Montréal    | 1. liga tchécoslovaque                          |
| 247  | Antonín Stavjaňa | Tchécoslovaquie  | Flames de Calgary        | TJ Gottwaldov (1. liga tchécoslovaque)          |
| 248  | Paul Thompson    | Angleterre       | Islanders de New York    | Équipe Midget AAA de Northern Manitoba (Midget) |
| 249  | Sean Boudreault  | États-Unis       | Nordiques de Québec      | Mount St. Charles H.S. (R.I.)                   |
| 250  | Scott McCrory    | Canada           | Capitals de Washington   | Generals d'Oshawa (OHL)                         |
| 251  | Dan Stephano     | États-Unis       | Flyers de Philadelphie   | Northwood Prep (N.Y.)                           |
| 252  | Tony Hand        | Écosse           | Oilers d'Edmonton        | Racers de Murrayfield (BHL)                     |

## Repêchage supplémentaire
| Rang | Joueur          | Nationalité | Équipe LNH               | Repêché de                            |
| ---- | --------------- | ----------- | ------------------------ | ------------------------------------- |
| 1    | Chris Olson     | États-Unis  | Bruins de Boston         | Pioneers de Denver (NCAA)             |
| 2    | Jeff Capello    | Canada      | Sabres de Buffalo        | Catamounts du Vermont (NCAA)          |
| 3    | John Cullen     | Canada      | Sabres de Buffalo        | Terriers de Boston (NCAA)             |
| 4    | Steve MacSwain  | États-Unis  | Flames de Calgary        | Golden Gophers du Minnesota (NCAA)    |
| 5    | Dave Randall    | Canada      | Black Hawks de Chicago   | Wildcats de Northern Michigan (NCAA)  |
| 6    | Rob Doyle       | Canada      | Red Wings de Détroit     | Tigers de Colorado College (NCAA)     |
| 7    | Peter Heinze    | États-Unis  | Oilers d'Edmonton        | River Hawks d'UMass-Lowell (NCAA)     |
| 8    | Joe Tracy       | États-Unis  | Whalers de Hartford      | Redhawks de Miami (Ohio) (NCAA)       |
| 9    | Bob Kudelski    | États-Unis  | Kings de Los Angeles     | Bulldogs de Yale (NCAA)               |
| 10   | Grant Paranica  | Canada      | Kings de Los Angeles     | Fighting Sioux de North Dakota (NCAA) |
| 11   | Brian McKee     | Canada      | North Stars du Minnesota | Falcons de Bowling Green (NCAA)       |
| 12   | Randy Exelby    | Canada      | Canadiens de Montréal    | Lakers de Lake Superior State (NCAA)  |
| 13   | Glen Engevik    | Canada      | Devils du New Jersey     | Pioneers de Denver (NCAA)             |
| 14   | Tim Barakett    | États-Unis  | Devils du New Jersey     | Crimson d'Harvard (NCAA)              |
| 15   | Gary Kruzich    | États-Unis  | Islanders de New York    | Falcons de Bowling Green (NCAA)       |
| 16   | Gary Emmons     | Canada      | Rangers de New York      | Wildcats de Northern Michigan (NCAA)  |
| 17   | Jeff Lamb       | États-Unis  | Penguins de Pittsburgh   | Pioneers de Denver (NCAA)             |
| 18   | Randy Taylor    | Canada      | Penguins de Pittsburgh   | Crimson d'Harvard (NCAA)              |
| 19   | Mike Natyshak   | Canada      | Nordiques de Québec      | Falcons de Bowling Green (NCAA)       |
| 20   | Marty Raus      | États-Unis  | Blues de Saint-Louis     | Huskies de Northeastern (NCAA)        |
| 21   | Art Fitzgerald  | États-Unis  | Maple Leafs de Toronto   | Trinity College (NCAA)                |
| 22   | David Gourlie   | Canada      | Canucks de Vancouver     | Pioneers de Denver (NCAA)             |
| 23   | Steve Cousins   | Canada      | Capitals de Washington   | Université de l'Alberta (CIAU)        |
| 24   | Chris Levasseur | États-Unis  | Jets de Winnipeg         | Seawolves d'Alaska Anchorage (NCAA)   |